# Tom Wandell
Tom Wandell (ur. 29 stycznia 1987 w Södertälje) – szwedzki hokeista, reprezentant Szwecji.

## Kariera
- Södermanland (2001–2003)
- Södertälje J18 (2002–2004)
- Södertälje J20 (2003–2006)
- Södertälje SK (2006)
- Ässät U20 / Ässät (2006–2007)
- Iowa Stars (2007–2008)
- Idaho Steelheads (2007–2008)
- Timrå (2008–2009)
- Dallas Stars (2008–2013)
  -  Siewierstal Czerepowiec (2012–2013)
- Spartak Moskwa (2013–2014)
- Awangard Omsk (2014)
- Admirał Władywostok (2014-2015)
- Amur Chabarowsk (2015-2016)
- Örebro HK (2019-)
- Djurgårdens IF (2016-2019

Wychowanek klubu IK Tälje. W drafcie NHL z 2005 wybrany przez klub Dallas Stars, w którym występował od sezonu NHL (2008/2009). W lipcu 2012 roku przedłużył umowę z klubem o rok. Od października 2012 do stycznia 2013 roku na okres lokautu w sezonie NHL (2012/2013) związany kontraktem z rosyjskim klubem Siewierstal Czerepowiec. Od maja 2013 zawodnik Spartaka Moskwa związany dwuletnim kontraktem. W marcu 2014 kontrakt został rozwiązany z uwagi na problemy finansowe klubu. Od maja 2014 zawodnik Awangardu Omsk. W połowie grudnia 2014 został zawodnikiem Admirał Władywostok, w toku wymiany za Felixa Schütza. Od czerwca 2015 zawodnik Amuru Chabarowsk. Od maja 2015 zawodnik Örebro HK. W styczniu 2018 przedłużył kontrakt z klubem o trzy lata. Odszedł z zespołu w marcu 2019. W maju 2019 przeszedł do Djurgårdens IF.

## Sukcesy
Klubowe
- Złoty medal TV-Pucken: 2003 z Ångermanland

Indywidualne
- TV-Pucken 2002/2003:
  - Sven Tumbas Stipendium - najlepszy napastnik
  - Pierwsze miejsce w klasyfikacji asystentów: 12 asyst